# Helius rectus
Helius rectus är en tvåvingeart som beskrevs av Alexander 1945. Helius rectus ingår i släktet Helius och familjen småharkrankar. Inga underarter finns listade i Catalogue of Life.